# W-inds.〜1st message〜
『w-inds. 〜1st message〜』（ウィンズ ファースト・メッセージ）は、w-inds.の1枚目のオリジナルアルバム。パッケージ、ジャケット違いの通常盤、初回盤（共にCDのみ）の2形態で2001年12月19日発売。

## 解説
このアルバムは、知念里奈、OLIVIA、EARTH、MAX、八反安未果など、当時のライジングプロダクションの主戦力となり得たアーティストの作品のクレジットに数多く名を連ねた葉山拓亮が手掛ける楽曲が半数の6曲を、次いでT2yaが手掛ける楽曲が3分の1の4曲を占める。その他、デビューから一貫して富樫明生の楽曲を歌ってきた同事務所所属のDA PUMPが、初めて富樫以外の作曲した楽曲を歌ったDA PUMP・14thシングル「CORAZON」を手掛けた長部正和が作曲をした「You can't get away」（M1）と、TRF、小柳ゆき等への相次ぐ提供でヒットメーカーへの仲間入りを果たした原一博が作曲・編曲を手掛けた「Love you anymore」（M9）が収録されている（共に同事務所所属の阿久津健太郎作詞）。ヒップホップユニットと謳いつつ、J-POP色の強い楽曲で構成された、いわゆる「家内制手工業」的に制作されたアルバムであった。
リリース後、代々木公園でライブ・握手会を含むリリース・イベントを展開。
オリコン週間チャートにて初登場1位を獲得した。
収録曲「New-age Dreams」（M12）は、w-inds.公式携帯サイト"w-inds.tv"でリリース直後に行われた今アルバム収録曲の人気投票で1位を獲得。人気楽曲として、後にリリースされたベストアルバム『w-inds.〜bestracks〜』に収録された。

## CD収録曲
| CD |                      |                                                             |      |
| 1  | You can't get away   | 作詞:Kentaro Akutsu / 作曲:Masakazu Osabe / 編曲:Banana Ice | 4:35 |
| 2  | Winding Road         | 作詞・作曲・編曲:T2ya                                       | 3:32 |
| 3  | Feel The Fate        | 作詞・作曲・編曲:Hiroaki Hayama                             | 4:44 |
| 4  | Winter Story         | 作詞・作曲・編曲:Hiroaki Hayama                             | 4:39 |
| 5  | Give you my heart    | 作詞・作曲・編曲:T2ya                                       | 5:21 |
| 6  | Paradox(rumor style) | 作詞・作曲・編曲:Hiroaki Hayama                             | 5:03 |
| 7  | The New Generation   | 作詞・作曲・編曲:T2ya                                       | 3:44 |
| 8  | Forever Memories     | 作詞・作曲・編曲:Hiroaki Hayama                             | 5:00 |
| 9  | Love you anymore     | 作詞:Kentaro Akutsu / 作曲・編曲:Kazuhiro Hara              | 3:24 |
| 10 | ROUND & ROUND        | 作詞・作曲・編曲:T2ya                                       | 3:55 |
| 11 | Endless Moment       | 作詞・作曲・編曲:Hiroaki Hayama                             | 4:22 |
| 12 | New-age Dreams       | 作詞・作曲・編曲:Hiroaki Hayama                             | 4:49 |

## 発売形態
| 形態 | 発売日         | 品番       | ジャケット | 備考 |
| ---- | -------------- | ---------- | ---------- | --- |
| CD   | 2001年12月19日 | PCCA-01622 | 初回盤     | 初回特典：①32P写真集②ブックケース仕様③オリジナル・ステッカー1枚（全4種）④スペシャル・イベント参加応募券⑤映画『Star Light』（w-inds.初出演映画）特別割引券 |
| CD   | 2001年12月19日 | PCCA-01622 | 通常盤     | 初回入荷分期間限定特典：①スペシャル・イベント参加応募券②w-inds.オリジナルトレーディングカード1枚封入（全4種）                                             |